# NGC 701
NGC 701 est une galaxie spirale barrée située dans la constellation de la Baleine. NGC 701 a été découverte par l'astronome germano-britannique William Herschel en 1785.

## Caractéristiques
La classe de luminosité de NGC 701 est III et elle présente une large raie HI. De plus, c'est une galaxie à sursaut de formation d'étoiles.

### Distance
Sa vitesse par rapport au fond diffus cosmologique est de 1 558 ± 19 km/s, ce qui correspond à une distance de Hubble de 23,0 ± 1,6 Mpc (∼75 millions d'al).
À ce jour, 34 mesures non basées sur le décalage vers le rouge (redshift) donnent une distance de 21,088 ± 2,639 Mpc (∼68,8 millions d'al), ce qui est à l'intérieur des valeurs de la distance de Hubble.

### Luminosité dans l'infrarouge
La luminosité de la galaxie de NGC 701 dans l'infrarouge lointain (de 40 à 400 µm) est égale à 7,24 × 109 {\displaystyle L_{\odot }} (109,86{\displaystyle L_{\odot }}) et sa luminosité totale dans l'infrarouge (de 8 à 1 000 µm) est de 9,55 × 109 {\displaystyle L_{\odot }} (109,98{\displaystyle L_{\odot }}).

## Supernova
La supernova SN 2004fc a été découverte dans NGC 701 le 16 octobre 2004 par K. Shimasaki et W. Li dans le cadre du programme conjoint LOSS/KAIT (Lick Observatory Supernova Search de l'observatoire Lick et The Katzman Automatic Imaging Telescope de l'université de Californie à Berkeley. Cette supernova était de type II.

## Groupe de NGC 681
NGC 701 fait partie du petit groupe de galaxies NGC 681. Ce groupe renferme au moins deux autres galaxies : NGC 681 et MCG -2-5-53 (PGC 6667).